# André Greipel
André Greipel (født 16. juli 1982 i Rostock, Østtyskland) er en tidligere tysk professionel cykelrytter.
Greipel er en ren sprinter, der er blandt de mest vindende ryttere.[kilde mangler] Hans succeser inkluderer 22 etapesejre i Grand Tours; 11 i Tour de France, fire i Vuelta a España, hvor han vandt pointkonkurrencen i 2009, og syv etaper i Giro d'Italia. Han sejrede også i den klassiske Paris-Bourges og har to gange vundet i det samlede klassement i det australske løb Tour Down Under, i 2008 og 2010.
I flere sæsoner kørte han på samme hold i skyggen af Mark Cavendish; indtil han i 2011 skiftede til Omega Pharma-Lotto. Herefter har han skabt sit eget navn, og har ikke bare været i stand til at køre op med Mark Cavendish, men også i lange perioder været hurtigere på stregen. Deres rivalisering er kendt i cykelkredse, og bliver gentagne gange nævnt, når feltet rammer et løb, hvor afslutningen sker på flad vej, og en spurt ligger i kortene.

## Meritter
2002
Pointtrøjen, GP Tell
2003
Sejr, U23-Verdenscupløbet GP Waregem
Etapesejr og pointtrøjen, Thüringen Rundt
2004
Prolog- og etapesejr, GP Tell
Etapesejr, Thüringen Rundt
Etapesejr, Tour du Loir-et-Cher
2005
Etapesejr, Danmark Rundt
2006
2 etapesejre, Rheinland-Pfalz Rundt
2007
2 etapesejre, Sachsen-Tour
2008
Samlet og 4 etapesejre, Tour Down Under
17. etape, Giro d'Italia
Etapesejr, Østrig Rundt
Etapesejr, Eneco Tour
Etapesejr, Tyskland Rundt
Kampioenschap van Vlaanderen
Münsterland Giro
Rund um die Nürnberger Altstadt
2 etapesejre, Sachsen Tour
2009
Etapesejr, Tour Down Under
Etapesejr, Fire dage ved Dunkerque
2 etapesejre, Ster Elektrotoer
3 etapesejre, Bayern Rundt
3 etapesejre, Østrig Rundt
Etapesejr, Sachsen-Tour
Etapesejr, Polen Rundt
4 etapesejre, Vuelta a España
Paris-Bourges
2010
Samlet og 3 etapesejre, Tour Down Under
Etapesejr, Volta ao Algarve
5 etapesejre, Tyrkiet Rundt
18. etape, Giro d'Italia
2 etapesejre, Østrig Rundt
2 etapesejre, Polen Rundt
2 etapesejre, Eneco Tour
3 etapesejre, Tour of Britain
2011
10. etape, Tour de France
Etapesejr, Volta ao Algarve
Etapesejr, Tre dage ved Panne
Etapesejr, Tyrkiet Rundt
2 etapesejre, Belgien Rundt
, VM i landevejsløb
2012
3 etapesejre Tour de France
3 etapesejre, Tour Down Under
2 etapesejre, Tour of Oman
Etapesejr, Tyrkiet Rundt
3 etapesejre, Belgien Rundt
2 etapesejre, Luxembourg Rundt
ProRace Berlin
Etapesejr, Ster ZLM Toer
2 etapesejre, Danmark Rundt
GP Impanis - Van Petegem
2013
3 etapesejre Tour Down Under
Etapesejr Tour Méditerranéen
2 etapesejre Tyrkiet Rundt
2 etapesejre, Belgien Rundt
Ronde Van Zeeland Seaports
Tysk mester i landevejsløb
Etapesejr Tour de France
Etapesejr Eneco Tour
Brussels Cycling Classic
2014
2 etapesejre Tour Down Under
Etapesejr Tour of Qatar
3 etapesejre Tour of Oman
Etapesejr World Ports Classic
Etapesejr Belgien Rundt
2 etapesejre Luxembourg Rundt
Etapesejr Ster ZLM Toer
Tysk mester i landevejsløb
Etapesejr Tour de France
Brussels Cycling Classic
Grote Prijs Jef Scherens
Münsterland Giro
2015
Etapesejr Volta ao Algarve
Etapesejr Paris-Nice
Etapesejr Tyrkiet Rundt
Etapesejr Giro d'Italia
2 etapesejre Luxembourg Rundt
Samlet og 2 etapesejre Ster ZLM Toer
2., 5., 15. og 21. etape, Tour de France
Etapesejr Eneco Tour
Vattenfall Cyclassics
Etapesejr Tour of Britain
2016
Trofeo Campos
Trofeo Palma de Mallorca
Etapesejr Tyrkiet Rundt
3 etapesejre Giro d'Italia
Tysk mester i landevejsløb
21. etappe, Tour de France
Etapesejr, Tour of Britain
2017
Trofeo Campos
Etapesejr, Volta ao Algarve
Etapesejr, Paris-Nice
Etapesejr, Giro d'Italia

## Grand Tour-tidslinje
|                   | 2006  | 2007 | 2008 | 2009 | 2010   | 2011 | 2012 | 2013 | 2014 | 2015   | 2016   | 2017   |
| Giro              | DNE   | DNE  | 133  | DNE  | DNS-18 | DNE  | DNE  | DNE  | DNE  | DNS-14 | DNS-13 | DNS–14 |
| Etaper vundne     | -     | -    | 1    | -    | 1      | -    | -    | -    | -    | 1      | 3      | 1      |
| Pointkonkurrencen | -     | -    | 32   | -    | -      | -    | -    | -    | -    | -      | -      | –      |
| Tour              | DNE   | DNE  | DNE  | DNE  | DNE    | 155  | 123  | 129  | 149  | 128    | 133    |        |
| Etaper vundne     | -     | -    | -    | -    | -      | 1    | 3    | 1    | 1    | 4      | 1      |        |
| Pointkonkurrencen | -     | -    | -    | -    | -      | 7    | 2    | 3    | 7    | 2      | 4      |        |
| Vuelta            | DNF-8 | 125  | DNE  | 107  | DNE    | DNE  | DNE  | DNE  | DNE  | DNE    | DNE    |        |
| Etaper vundne     | 0     | 0    | -    | 4    | -      | -    | -    | -    | -    | -      | -      |        |
| Pointkonkurrencen | -     | 12   | -    | 1    | -      | -    | -    | -    | -    | -      | -      |        |

| 1     | Vinder                                    |
| 2–3   | Top-tre                                   |
| 4–10  | Top-ti                                    |
| 11–   | Andre resultater                          |
| DNE   | Deltog ikke                               |
| DNF-x | Gennemførte ikke (stoppede ved etape x)   |
| DNS-x | Startede ikke (startede ikke ved etape x) |
| DSQ   | Diskvalificeret                           |
| N/A   | Konkurencen/klassifikation ikke afholdt   |
| NR    | Ingen placering i denne klassifikation    |